# Jorge Torres Nilo
Jorge Emmanuel „Pechu” Torres Nilo (ur. 16 stycznia 1988 w Tijuanie) – meksykański piłkarz występujący na pozycji lewego obrońcy, reprezentant Meksyku.

## Kariera klubowa
Torres Nilo urodził się w Tijuanie, gdzie znaleźli pracę jego rodzice. W wieku dwóch lat przeniósł się jednak razem z nimi do ich rodzinnego miasta – León, w którym spędził większość swojego dzieciństwa. Jako czternastolatek na jednym z juniorskich turniejów został zauważony przez wysłanników zespołu Club Atlas z miasta Guadalajara i zaraz potem przeniósł się do akademii młodzieżowej tego klubu, uchodzącej za czołową w kraju. Do pierwszej drużyny został włączony w wieku osiemnastu lat przez szkoleniowca Daniela Guzmána i w meksykańskiej Primera División zadebiutował 25 stycznia 2006 w wygranym 4:0 spotkaniu z Tecos UAG. Początkowo pełnił jednak rolę rezerwowego i miejsce w pierwszym składzie wywalczył sobie dopiero półtora roku później, za kadencji trenera Rubéna Omara Romano. W 2008 roku zajął z Atlasem drugie miejsce w rozgrywkach kwalifikacyjnych do Copa Libertadores – InterLidze. Premierowego gola w najwyższej klasie rozgrywkowej strzelił natomiast 3 maja tego samego roku w wygranej 2:0 konfrontacji z Cruz Azul, zaś ogółem barwy Atlasu reprezentował przez cztery i pół roku.
Latem 2010 Torres Nilo za sumę 2,5 miliona dolarów przeszedł do klubu Tigres UANL z siedzibą w Monterrey. Tam od razu został kluczowym zawodnikiem linii defensywy i w jesiennym sezonie Apertura 2011 zdobył z ekipą prowadzoną przez Ricardo Ferrettiego pierwszy w swojej karierze tytuł mistrza Meksyku. Wówczas także został wybrany w oficjalnym plebiscycie Meksykańskiego Związku Piłki Nożnej najlepszym bocznym obrońcą rozgrywek. W wiosennym sezonie Clausura 2014 zdobył z Tigres puchar Meksyku – Copa MX, w tym samym roku zajmując także drugie miejsce w krajowym superpucharze – Supercopa MX. W sezonie Apertura 2014 zanotował natomiast wicemistrzostwo kraju, a w 2015 roku dotarł do finału najbardziej prestiżowych rozgrywek południowoamerykańskiego kontynentu – Copa Libertadores. W sezonie Apertura 2015 – wciąż mając niepodważalną pozycję w linii defensywy – zdobył z Tigres swoje drugie mistrzostwo Meksyku, zaś w 2016 roku doszedł do finału Ligi Mistrzów CONCACAF.
W sezonie Apertura 2016, Torres Nilo zdobył trzeci tytuł mistrza Meksyku. W tym samym roku wywalczył także bardziej prestiżowy z meksykańskich superpucharów – Campeón de Campeones.
| Sezon     | Klub        | Kraj   | Rozgrywki | Mecze | Bramki |
| --------- | ----------- | ------ | --------- | ----- | ------ |
| 2005/2006 | Club Atlas  | Meksyk | Liga MX   | 1     | 0      |
| 2006/2007 | Club Atlas  | Meksyk | Liga MX   | 14    | 0      |
| 2007/2008 | Club Atlas  | Meksyk | Liga MX   | 24    | 1      |
| 2008/2009 | Club Atlas  | Meksyk | Liga MX   | 27    | 1      |
| 2009/2010 | Club Atlas  | Meksyk | Liga MX   | 24    | 3      |
| 2010/2011 | Tigres UANL | Meksyk | Liga MX   | 30    | 0      |
| 2011/2012 | Tigres UANL | Meksyk | Liga MX   | 42    | 0      |
| 2012/2013 | Tigres UANL | Meksyk | Liga MX   | 34    | 0      |
| 2013/2014 | Tigres UANL | Meksyk | Liga MX   | 32    | 0      |
| 2014/2015 | Tigres UANL | Meksyk | Liga MX   | 36    | 0      |
| 2015/2016 | Tigres UANL | Meksyk | Liga MX   |       |        |

## Kariera reprezentacyjna
W 2005 roku Torres Nilo został powołany przez szkoleniowca Jesúsa Ramíreza do reprezentacji Meksyku U-17 na Mistrzostwa Ameryki Północnej U-17. Na meksykańskich boiskach był jednym z ważniejszych zawodników swojej drużyny, rozgrywając dwa z trzech spotkań (obydwa w wyjściowym składzie), a jego kadra, pełniąca wówczas rolę gospodarzy, zanotowała wówczas komplet zwycięstw i zajęła pierwsze miejsce w grupie. Dzięki temu zakwalifikowała się na rozgrywane cztery miesiące później Mistrzostwa Świata U-17 w Peru, gdzie zdobyła ostatecznie tytuł młodzieżowych mistrzów świata, lecz sam Torres Nilo nie znalazł się w składzie na juniorski mundial.
W 2007 roku Torres Nilo znalazł się w ogłoszonym przez René Isidoro Garcíę składzie reprezentacji Meksyku U-23 na Igrzyska Panamerykańskie w Rio de Janeiro. Tam miał pewne miejsce w wyjściowej jedenastce; wystąpił w czterech z pięciu możliwych meczów (we wszystkich w pierwszym składzie), nie notując zdobyczy bramkowej. Meksykanie odpadli natomiast z imprezy w półfinale wskutek porażki w serii rzutów karnych z Jamajką (0:0, 4:5 k), zdobywając ostatecznie brązowy medal na męskim turnieju piłkarskim.
W seniorskiej reprezentacji Meksyku Torres Nilo zadebiutował za kadencji szwedzkiego selekcjonera Svena-Görana Erikssona, 24 września 2008 w przegranym 0:1 meczu towarzyskim z Chile. W 2010 roku został powołany przez Javiera Aguirre na Mistrzostwa Świata w RPA, gdzie jednak pozostawał wyłącznie rezerwowym drużyny i ani razu nie pojawił się na boisku, zaś Meksykanie odpadli z mundialu w 1/8 finału po porażce z Argentyną (1:3). Premierowego gola w kadrze narodowej strzelił 28 maja 2011 w zremisowanym 1:1 sparingu z Ekwadorem, a kilka dni później znalazł się w ogłoszonym przez José Manuela de la Torre składzie na Złoty Puchar CONCACAF. Tam rozegrał cztery z sześciu meczów (wszystkie jednak po wejściu z ławki rezerwowych), pozostając wyłącznie alternatywnym zawodnikiem swojej reprezentacji, która triumfowała ostatecznie w tych rozgrywkach po pokonaniu w finale USA (4:2). W 2013 roku wziął udział w Pucharze Konfederacji, podczas którego był z kolei podstawowym graczem zespołu i wystąpił w dwóch z trzech spotkań (w obydwóch w wyjściowej jedenastce), natomiast jego drużyna zanotowała bilans zwycięstwa i dwóch porażek, wobec czego zakończyła swój udział w tym turnieju już w fazie grupowej.
Torres Nilo był również podstawowym zawodnikiem kadry narodowej przez większą część eliminacji do Mistrzostw Świata 2014, kiedy to pod wodzą selekcjonerów José Manuela de la Torre i Víctora Manuela Vuceticha zanotował dziesięć występów, jednak po objęciu sterów zespołu przez Miguela Herrerę stracił miejsce w składzie na rzecz Miguela Layúna i nie został powołany na mundial. W 2015 roku znalazł się w ogłoszonym przez Herrerę składzie na swój kolejny Złoty Puchar CONCACAF, gdzie jednak ponownie był wyłącznie rezerwowym i zanotował jeden występ (po wejściu z ławki) na sześć możliwych. Meksykanie triumfowali wówczas w turnieju, pokonując w finałowej konfrontacji Jamajkę (3:1).